# Полазник

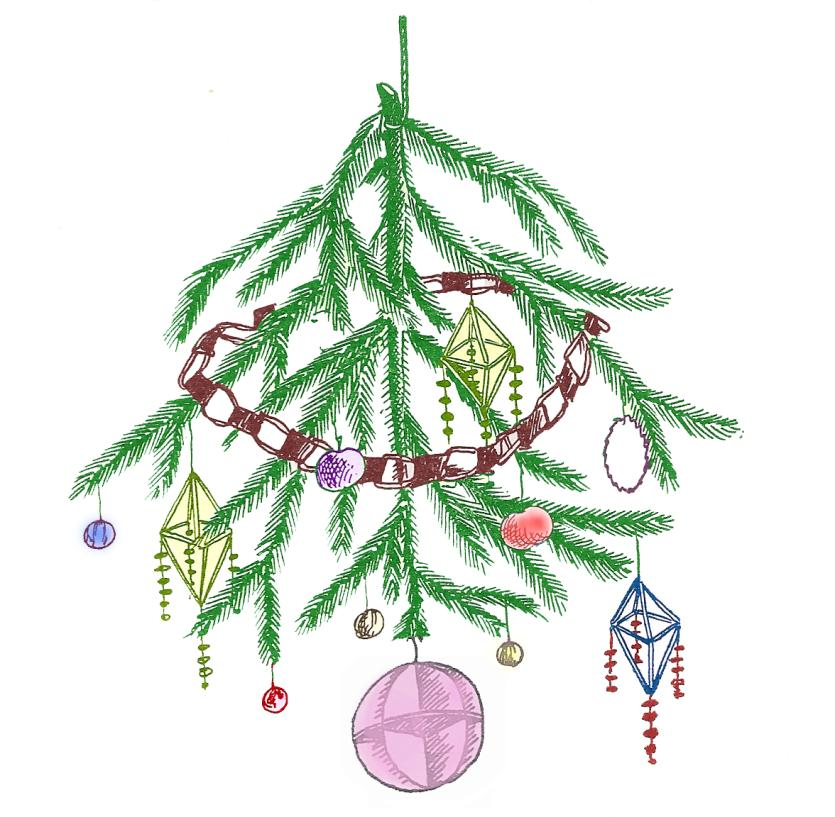
Дерево-полазник. Польша. 1932

Пола́зник (укр. полазник; пол. podłaźnik; словац. polažeň, polaznik; словен. polažar, polažič; серб. полажаjник (положаjник), полаженик (положеник), подлазник, полазник, походник / polažajnik (položajnik), polaženik (položenik), podlaznik, polaznik, pohodnik; болг. (с)полезник, полазник, по(х)ожняк, походняк, полазница) — ритуальный гость, первый посетитель, который приходит в дом на Рождество/Коляду, Пасху или в один из осенних и зимних праздников в период со дня св. Димитрия до Крещения (праздника Трёх королей) и приносит счастье, удачу, здоровье, богатство на предстоящий год; полазником может быть и животное, которое вводят в дом ради благополучия. Обряд известен славянам карпатско-балканского ареала — украинцам, полещукам, полякам, словакам, словенцам, сербам, хорватам, болгарам, а также гагаузам.
Полазника называют «божественным гостем», его воспринимают как посланца предков, он — связующее звено между «этим» и «тем» миром; он наделяет семью счастливой судьбой при помощи вербальной и имитативной магии. Верят, что счастье обойдёт стороной тот дом, который не посетит полазник.
Убедившись, что полазник приносит счастье, его приглашают несколько лет подряд; если же он не принёс удачи, на следующее Рождество приглашают другого полазника.
Аналогичная новогодняя традиция есть у греков (греч. ποδαρικό), грузин (груз. მეკვლე) и англоязычных народов (фёрстфут).

## В Сербии
В Сербии полазника не выбирали, им считался каждый, кто первым переступил порог дома в рождественское утро. Полазник обменивался с хозяевами приветствиями, после чего его угощали и сажали у очага. Полазник (или хозяин до его прихода) двигал полено в очаге (бадняк), чтобы продвигались вперёд дела и благополучие в доме и в хозяйстве (Шумадия), ударял принесённой с собой веткой угли, стараясь выбить как можно больше искр, и при этом произносил благопожелание: «Колико варница, толико оваца, новаца, чељади, говеди, ягњади, крмака, трмака» [Сколько искр, столько овец, денег, детей, скота, ягнят, боровов, ульев]. Его накрывали белым шерстяным домотканым ковром, чтобы на молоке был толстый слой сливок; затем его сажали на треногий стул, но полазник не успевал сесть, как хозяйка выдергивала из-под него стул и полазник падал. Это делалось для того, чтобы погибли все хищные птицы. По другим объяснениям, таким образом полазник «забивает счастье в дом». Полазник высоко затыкал ветку сливы, желая, чтобы все посеянные растения выросли так же высоко; чтобы высокой росла конопля, на жердь вешали кожаный сапог с правой ноги полазника (серб.).

## В Болгарии
В западной Болгарии каждая семья часто имела своего традиционного семейного полазника. Стремясь предотвратить возможные неудачи и надеясь с помощью полазника повлиять на судьбу, его приглашали на Рождество из года в год. Это должен быть человек с добър полез (болг.), то есть добрый, состоятельный, удачливый, ловкий, весёлый, здоровый, добропорядочный. Эти качества должны передаться семье, которую он посетит, и наступающий год будет плодовитым и плодородным. Полазником не может быть человек с физическим изъяном: слепой, глухой, хромой, горбатый, с изувеченной рукой или ногой, карлик; внебрачный ребёнок, вторично женившийся. Полазник не должен приходить в дом с пустыми руками или пустым сосудом, что сулило бы хозяевам бедность; одеваться в шубу, чтобы кто-нибудь из домочадцев не заболел или не умер в течение года (з.-болг.). Полазник брал во дворе ветку, щепки или солому и, войдя в дом, клал их около очага или за дверь и садился на них, имитируя кудахтанье курицы, сидящей на яйцах. Это делалось для того, чтобы наседки прилежно сидели на яйцах, чтобы благополучно и одновременно вылупились цыплята. В Родопах полазник щипцами ворошил огонь, чтобы цыплята вылуплялись и дети рождались так же легко и быстро, как сыпались в очаге искры. В с.-зап. Болгарии полазник ворошил огонь в очаге веткой дуба, груши, сливы и говорил: «Колко искрици, толкова пиленца, шиленца, яренца, теленца, жребенца, дечица, а най-вече мёд и масло и бела пшеница на съв народ!» [Сколько искр, столько цыплят, козлят, ягнят, телят, жеребят, детишек, а больше всего мёда и масла и белой пшеницы на весь народ!]. Хозяйка посыпала полазника пшеницей, бобами, орехами, сушёными фруктами, чтобы магически вызвать плодородие. С этой же целью сам полазник рассевал (см. Посевание) из решета около очага зерно, орехи, бобы, приговаривая: «Да се роди гдето рало ходи и не ходи!» [Пусть родится там, где плуг ходит и не ходит]. В большинстве случаев предпочитают мужчину-полазника, однако им может быть и женщина или ребёнок. Приход мужчины предвещает рождение в будущем году детей и животных мужского пола, приход женщины сулит женское потомство. В некоторых местах Болгарии радовались приходу женщины-полазницы, что означало прибавление скота и домашней птицы в наступающем году. Она садилась около огня, чтобы лучше велись куры, а среди цыплят было больше курочек (ю.-в.-болг.). Роль полазника выполнял иногда и член семьи (хозяин), который первым выходил из дома и вносил в дом щепки или солому. Он повторял те же действия, что и приглашённый полазник, и произносил благопожелания, в которых перечислял все желаемые блага. Полазником мог быть лучший работник в семье — в Игнатьев день (20 декабря) он разводил в очаге огонь и вносил в дом зелёную ветку (ю.-з.-болг.). Для полазника хозяева готовили угощение, его щедро одаривали.

## У лемков
У лемков полазником считался хозяин, который, вернувшись с реки, с благопожеланиями вносил в дом сноп овсяной соломы (didok) и охапку сена, которые клал в угол избы; на вопрос хозяйки «Откуда вы, полазник?» он отвечал: «С весёлого, с быстрого, с доброго, со счастливого».

## В Польше
В Польше мужчины, пришедшие «на подлазы» (na podłazy) к своим родственникам и соседям, обсевали овсом избу и всех присутствовавших, произнося благопожелания (Новотаргский повят): 

| Оригинал Na szczęście, na zdrowie, na to Boże Narodzenie, żeby wam się darzyło, mnożyło wszystko dobrze w komorze, w oborze i w roli. Daj Boże! Żebyście tyle mieli wołków, ile w dachu kołków, tyle koników, ile w płocie kulików, tyle owiec, ile w lesie mrowiec (mrówek); żebyście tacy byli weseli, jako w niebie anieli. | Перевод Счастья, здоровья в это Рождество, чтобы вам все удавалось, все умножалось в кладовой, на скотном дворе и в поле. Дай, Боже! Чтобы у вас было столько волов, сколько в крыше колков, столько коников, сколько в заборе столбиков, столько овец, сколько в лесу муравьёв; чтобы вы были такими весёлыми, как в небе ангелы. |

Полазник посыпал дом овсом из рукавицы; свежей водой, которую принёс полазник, хозяйка затем обмывала вымя корове, чтобы та хорошо доилась.

## В Моравии
В Чехии, Моравской Словакии, а также в горных районах на северо-востоке страны самым желанным полазником считался маленький мальчик или молодое животное. Пожелание добра выражалось в поздравительных стихах (polazné uinše), в которых в образной форме перечислялось то, что желают иметь в наступающем году. «Polazeň … ma doniest' št’astie» [Полазник должен принести счастье], поэтому он должен был приходить в дом снизу вверх по течению реки, иначе хозяйство «полетит вниз», как вода, «ked' z hory, to nedobry polažnik, a ked' z dolu — dobry» [когда сверху — это плохой полазник, а когда снизу — хороший]. Верили, что приход мальчика-полазника предвещает рождение в хозяйстве бычков, девочки-полазницы — тёлочек. Полазника одаривали специально испечённым хлебцем в виде коровы, уточки, птички.

## В Словакии
В Словакии посещение дома полазником — одна из форм колядования. Приход маленьких здоровых детей с зелёными ветками пихты означает, что пославший их в день св. Томаша (21 декабря) желает всем быть весёлыми, здоровыми и молодыми, как дети. Прихода старых и больных боялись, так как это могло спровоцировать смерть и болезнь. Следили за тем, чтобы полазник не пришёл в шубе, что сулило хозяевам падёж скота. В рождественскую ночь ходили парни и мужчины (Липтов). В словацких сёлах существовал запрет идти polazovat' женщине — по поверьям, она приносит несчастье. В центр. Словакии полазник приходил в дом с зелёной веткой, которую затыкал за матицу, чтобы хлеб и лен росли так же высоко. Первого гостя, вошедшего в дом на Рождество, одаривали хлебом — чтобы скот хорошо летом пасся. Полазником мог быть пастух, приходящий в первый день Нового года с двумя прутиками — еловым и берёзовым. Ими он хлестал домочадцев — для здоровья; хозяева хранили прутья до весны и выгоняли ими скот в первый раз на пастбище. Полазника одаривали сдобным хлебцем и овсом. В Зволенской обл. полазниками были виноградари.

## В Словении
В Словении полазниками были главным образом дети, они произносили рифмованные благопожелания, стоя коленями на поленьях, которые сами и приносили в избу. Их одаривали, чтобы счастье не ушло из дома. В Штирии, получив в дар обрядовый хлеб, полазник должен был дать по кусочку всем живущим в доме. Верили, что полазник способен отвести несчастья от дома, поэтому полазника часто «заказывали», то есть договаривались, чтобы, например, добрый сосед пришёл рано утром и предупредил приход нежеланного гостя. В Горной Лендаве полазник ударял каждого домочадца прутом с пожеланием здоровья; девушек — со словами «k moži, к moži» [к мужу, к мужу], а парней — «k ženi, k ženi» [к жене, к жене]. В некоторых зонах Штирии полазник был обязан прийти очень рано в день св. Люции (13 декабря), когда все ещё спят, и дать корм скоту, за что получал хлебец (lucijžčak).

## У гагаузов
На Игната 20 декабря (2 января) гагаузы отмечали праздник курицы (как и сербы в Леваче и Темниче). Основу обрядности дня составляет обычай, связанный с посещением первого, вошедшего в дом человека — полезника (полазника). Войдя в дом, он имитировал звуки характерные для цыплят, ягнят, телят. Данные магические действия совершали с целью увеличить приплод домашней птицы и животных. Первого посетителя усаживали около очага «как квочку» и угощали едой и вином. Считалось, что пол полезника влияет на пол будущих цыплят и животных и от того, «насколько лёгкая у него рука, зависит плодородие в хозяйстве». Поэтому иногда хозяйки сами приглашали известного им человека к себе домой, посещение которого считали благоприятным для разведения домашней птицы. Чтобы куры «не разбегались по соседям» хозяйки кормили их обрядовым хлебом в замкнутом круге.

## Угощения полазника
У юж. славян для полазника готовили угощение, ему дарили специально испечённый хлебец, пасмо льна, которым при входе его опоясывала хозяйка, рубаху, полотенце, носки или шерсть, несколько монет. У зап. славян и украинцев подарки были более скромными. У хорватов полазник, когда ему предлагали угощение, должен был жадно есть, чтобы принести в дом достаток. Кое-где в Сербии полазника угощали только по прошествии года, убедившись, что он оказался счастливым.

## Полазник-животное
В некоторых краях особенно хорошим считался полазник-животное: вол, конь, корова, свинья, овца, петух; иногда предпочтение отдавалось молодому животному — телёнку, ягнёнку. Животное приводили в один из зимних праздников в дом, обводили три раза вокруг стола и угощали. В Словакии овцу считали лучшим полазником, полагая, что она «prináša vel’ké śt'ástie» [приносит большое счастье]. В Словении (Бела Kpaина) рождественский гость — петух, его вводили в дом и обводили вокруг стола. В Сербии вола одаривали калачом (хлеб с дыркой) или жатвенным венком, надевая дары ему на рог. В Болгарии в дом приводят поросёнка: как поросёнок роет землю рылом вперёд, так и в доме все «ще върви напред» [будет идти вперёд] (Кюстендил, Радомир).

## Полазник-растение
Символом Рождества мог быть и ритуальный предмет-украшение из соломы, лучинок и камышовых тростинок, представляющий собой сложное сооружение из шестиугольников, четырёхугольников, скреплённых между собой нитками и украшенных бумажными цепями, цветной бумагой, разноцветными пёрышками и облатками. У словаков Верхнего Спиша над рождественским столом прикреплялась соломенная курица (polazňička). Эти соломенные украшения имели тот же символический смысл, что и зелёные «подлазники», они также подвешивались к потолку над столом (см. «Паук»).

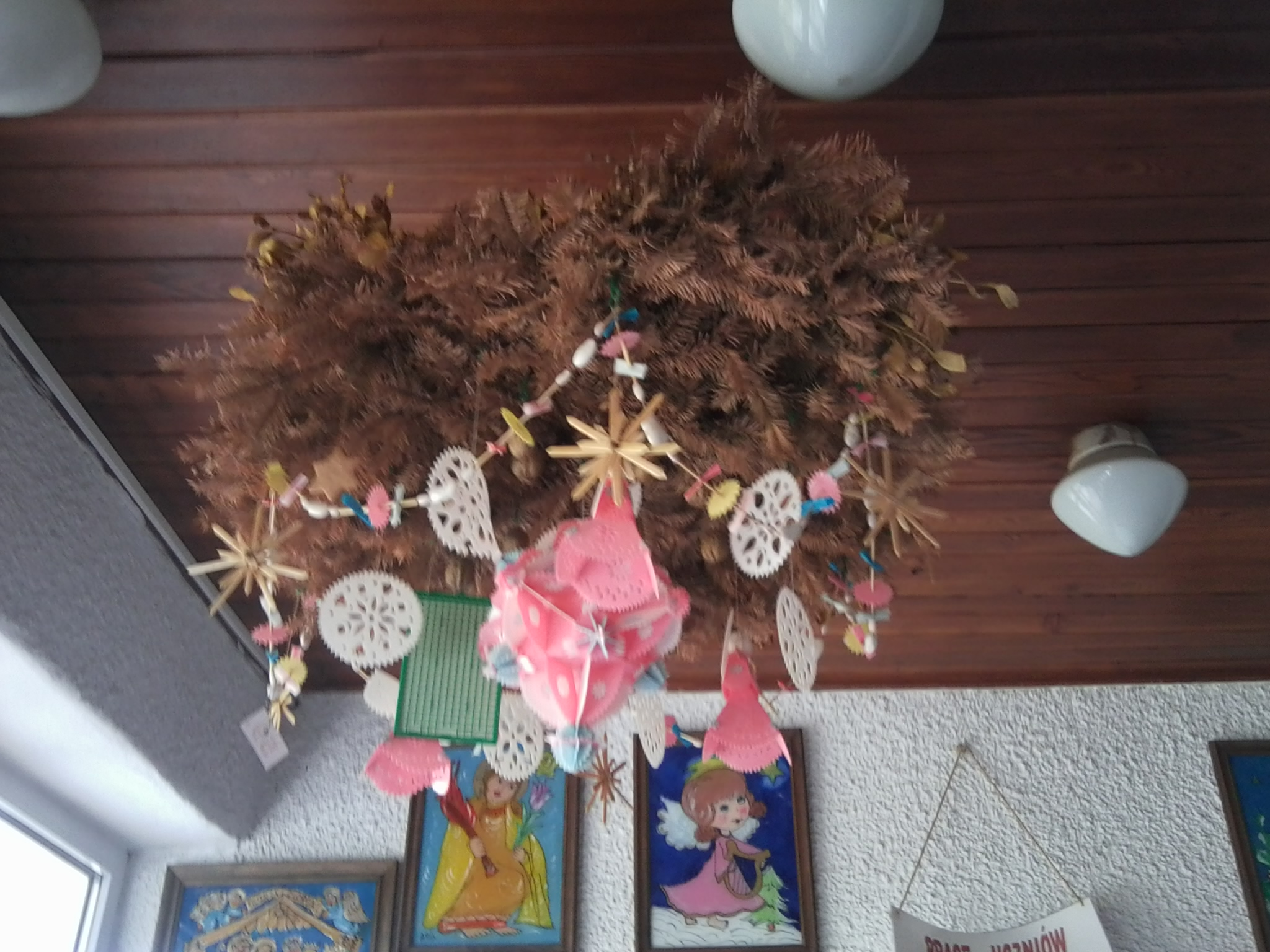
Полазник-растение в Польше
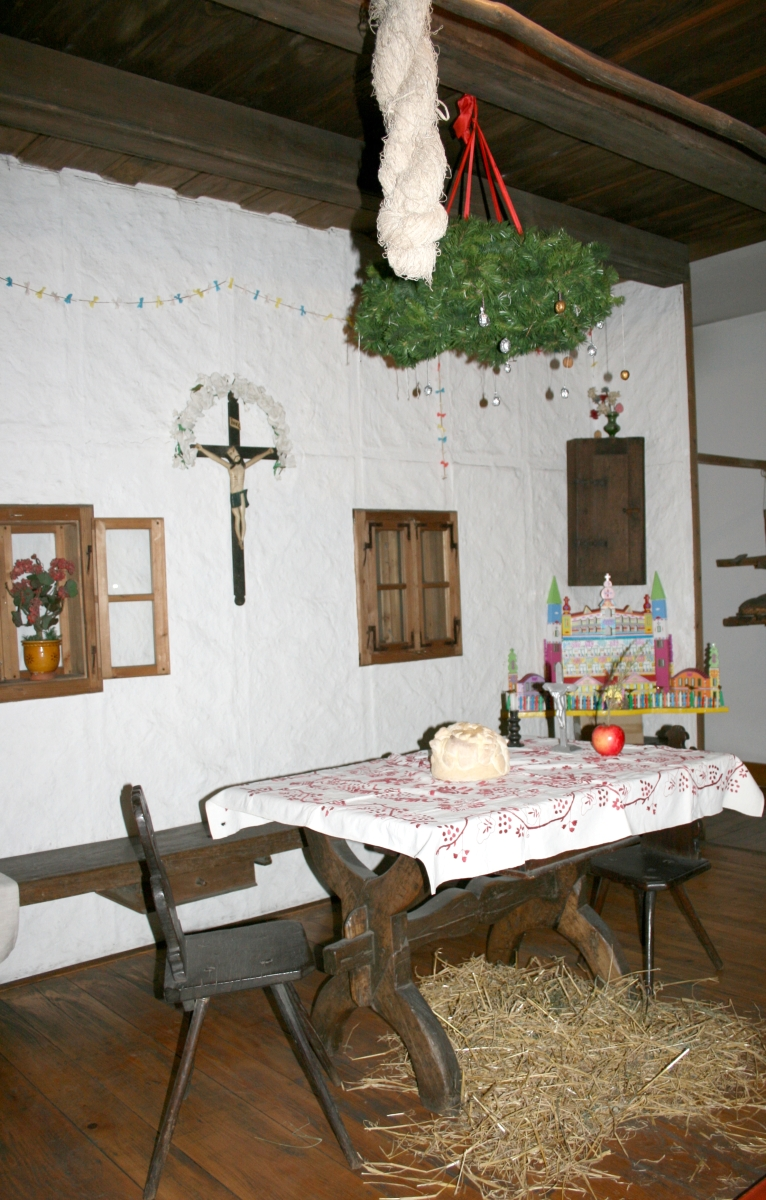
Венок и солома на Рождество. Хорватия

## Полазник-хлеб
В Восточной Словакии polaznik — обрядовый рождественский хлеб, выпекаемый старинным способом — из муки грубого помола, без дрожжей, простой формы, без украшений. У карпатских украинцев полазник — обрядовый хлебец, опоясанный льном. Им одаривали пришедшего в один из зимних праздников человека-полазника. Так же называется еда, оставшаяся от рождественского стола для душ умерших (предков).